# 豪尔赫·森普伦
豪尔赫·森普伦·毛拉（西班牙語：Jorge Semprún Maura，西班牙語：[ˈxoɾxe semˈpɾun]，1923年12月10日—2011年6月7日）是西班牙作家，编剧。西班牙内战后流亡法国，二战期间因参加抵抗运动被秘密警察捕入布痕瓦尔德集中营。佛朗哥时期一直秘密从事地下党活动。民主转型后的1988年至1991年在冈萨雷斯内阁中出任文化大臣。
他主要以法语写作，笔名是费德里科·桑切斯。知名作品有《写作或生活》、《拉蒙·梅卡德尔的第二次死亡》、《费德里科·桑切斯回忆录》。编剧作品有《大風暴》（1969年）、《大迫供》（1970年）。1996年当选法国文学组织龚古尔学院的首位外籍成员。

## 生平

### 早年
1923年12月10日出生于马德里。母亲苏萨娜·毛拉·加马索的父亲是著名政治家安东尼奥·毛拉·蒙塔内尔，1903年至1922年多次担任首相。母亲于1932年1月5日早逝:18。他的父亲何塞·马里亚·森普伦·格拉是自由派政治家，在第二共和国时期担任托莱多省省长，驻荷兰大使。

### 战争与流亡
西班牙内战爆发后，森普伦一家人逃亡法国，然后前往父亲在海牙的大使馆。佛朗哥的國民軍在内战胜利后，荷兰不再承认共和国，一家人再次流亡法国，定居在瓦兹河谷省。豪尔赫·森普伦先后就读于亨利四世中学和巴黎大学。
第二次世界大战爆发后，德军通过闪电战击溃法国，森普伦加入了法國抵抗運動组织——义勇军游击队，同时秘密加入共产党。1943年被秘密警察捕入布痕瓦尔德集中营。森普伦的集中营囚犯胸章为倒三角形，上面印有代表西班牙的“S”图形，红底黑字，编号44904。他在登记卡上的“职业”一栏里填了“学生”，并在个人描述里写上他懂德文。他因此被发配去做文书工作，而不是像其他大多数人那样去干繁重的体力活，从而侥幸存活下来。直到1945年4月11日，乔治·巴顿将军的部队才找到集中营的位置，关押者获得了解放。

### 战后
二战结束后回到巴黎。1947年8月至1952年9月在联合国教科文组织担任翻译:48。随后，他化名为费德里科·桑切斯回到西班牙，活跃于西班牙共产党流亡地下组织，抵抗佛朗哥独裁政权。1954年进入共产党中央委员会；1956年进入执行委员会。1964年，由于与总书记圣地亚哥·卡里略的方针意见相左，他与费尔南多·克劳丁一同被开除出共产党。
随后，他再次流亡法国，并转身文坛，写下了许多回忆自传性的長篇小說和剧本。1984年在上担任评委职务。1988年至1991年在冈萨雷斯内阁中出任文化大臣。任期内，他支持维护出版自由，为回应伊朗宗教领袖霍梅尼对作家萨曼·拉什迪死刑的判决，他建议全世界出版《撒旦诗篇》，并抵制5月在伊朗举行的第2届德黑兰国际文化博览会。1991年3月因为对副首相阿方索·格拉的批评而辞职。

### 晚年
此后他一直定居巴黎。1996年当选法国文学组织龚古尔学院的首位外籍成员。后来还担任全球反饥饿行动组织西班牙分会荣誉主席，在巴塞罗那的庞培法布拉大学教授文学。2006年出版最后一部作品《思考欧洲》。
2011年6月7日在巴黎去世，被安葬在法国塞纳-马恩省加朗特雷维尔，遗体用第二共和国国旗覆盖。

## 家庭
豪尔赫·森普伦于1946年与女演员洛莱·贝隆相识，1947年结婚:59。儿子海梅·森普伦（1947年-2010年）也是一名作家。他们在1960年离婚。1963年与电影剪辑员科莱特·勒卢结婚。有5个孩子：多米尼克、里卡多、卢尔德、胡安和巴勃罗。
他的弟弟卡洛斯·森普伦也是一位左翼作家。

## 荣誉与奖项
文学奖项
| 年份   | 奖项名称                       | 获奖作品                      | 注释   |
| ------ | ------------------------------ | ----------------------------- | ------ |
| 1964年 | 福门托尔文学奖                 | 《漫长的旅途》                |        |
| 1969年 | 費米娜獎                       | 《拉蒙·梅卡德尔的第二次死亡》 |        |
| 1977年 | 行星小说奖                     | 《费德里科·桑切斯回忆录》     |        |
| 1994年 | 德國書商和平獎                 |                               |        |
| 1997年 | 耶路撒冷奖                     |                               | [ 18 ] |
| 2002年 | 奥维德奖                       | 所有作品                      | [ 19 ] |
| 2003年 | 加泰罗尼亚布兰克尔纳奖         |                               |        |
| 2003年 | 歌德奖章                       |                               | [ 20 ] |
| 2004年 | 何塞·曼努埃尔·拉腊基金会小说奖 |                               |        |
| 2006年 | 奥地利国家欧洲文学奖           |                               |        |

1967年《Z》获得了奧斯卡最佳改編劇本獎提名，但最终未获奖。
勋奖
- 大十字级卡洛斯三世勋章（1993年）[22]
- 指挥官级藝術與文學勳章（1995年）[23]
- 加泰罗尼亚圣乔治十字章（1995年）[20]
- 艺术功绩金质奖章（西班牙文化部，2008年）[24]

荣誉博士
- 以色列 （1989年）[25]
- 法國 巴黎东马恩河谷大学（2000年）[26]
- 比利时 天主教鲁汶大学（2005年）[27]
- 德国 波茨坦大学（2007年）[20]
- 法國 雷恩第二大學（2007年）[28]